# 9241 Rosfranklin
9241 Rosfranklin eller 1997 PE6 är en asteroid i huvudbältet som upptäcktes den 10 augusti 1997 av den australiensiske amatörastronomen John Broughton vid Reedy Creek-observatoriet. Den är uppkallad efter den brittiska kemisten Rosalind Franklin.
Asteroiden har en diameter på ungefär 12 kilometer och den tillhör asteroidgruppen Eos.